# Aserradero las Delicias
Aserradero las Delicias är en ort i Mexiko.   Den ligger i kommunen Guadalupe y Calvo och delstaten Chihuahua, i den centrala delen av landet, 1 000 km nordväst om huvudstaden Mexico City. Aserradero las Delicias ligger 2 540 meter över havet och antalet invånare är 278.
Terrängen runt Aserradero las Delicias är huvudsakligen kuperad, men den allra närmaste omgivningen är platt.  Trakten runt Aserradero las Delicias är nära nog obefolkad, med mindre än två invånare per kvadratkilometer. Aserradero las Delicias är det största samhället i trakten. I omgivningarna runt Aserradero las Delicias växer huvudsakligen savannskog.